# Bob Jongen
Josef Johan (Bob) Jongen (Aken, 14 mei 1927 – Kerkrade, 1 januari 2023) was een Nederlandse voetballer die bij voorkeur als aanvaller speelde.

## Carrière
Jongen werd geboren in Aken maar hij groeide op bij Kerkrade. Hij speelde bij Roda Sport, Alemannia Aachen en Fortuna '54. 
Hij beëindigde zijn voetbalcarrière in 1962 nadat hij in 1961 een blessure opgelopen had. Nadien speelde Jongen nog voor de Fortuna veteranen.
Tijdens zijn jaren in Aken behaalde hij ook trainersdiploma's aan de Sporthogeschool in Keulen. Later, na zijn actieve loopbaan, was hij ook eigenaar van café-dancing 'Le Caveau' in Geleen.
Hij was assistent bij Fortuna '54 en richtte zich vervolgens op scouting. Met geldschieter Nol Hendriks was hij verantwoordelijk voor vele buitenlandse spelers bij Roda JC. Jongen overleed op 1 januari 2023.